# Kalibrierung (Bankwesen)
Kalibrierung ist im Bankwesen die Zuordnung einer Ausfallwahrscheinlichkeit eines Kreditrisikos zu einer Ratingstufe. Die Kalibrierung betrifft nur die beiden bankinternen Ratingverfahren, nämlich den einfachen und den fortgeschrittenen IRB-Ansatz. Der Kreditrisikostandardansatz (KSA) ist hiervon nicht betroffen.

## Allgemeines
Wählen Kreditinstitute eines der beiden internen Ratingverfahren, so müssen in einem Rating Skalierungen geschaffen werden, die – ähnlich einem Schulnotensystem – eine Abstufung von „kein Adressenausfallrisiko“ bis „hohes Adressausfallrisiko“ vorsehen. Diese Skalen werden Ratingstufen genannt und mit einer Ausfallwahrscheinlichkeit („probability of default“; PD) verbunden. Diese Ausfallwahrscheinlichkeit muss anhand einer Ausfallhistorie von jedem Kreditinstitut empirisch gemessen werden. Die tatsächliche Ausfallquote als Anteil insbesondere der Kreditausfälle am gesamten Kreditvolumen wird nun durch Trendextrapolation auf die künftige Entwicklung übertragen. Die geringste Ausfallwahrscheinlichkeit wird der Ratingstufe mit keinem Adressausfallrisiko zugeordnet. Das gilt analog für alle weiteren Abstufungen.

## Verfahren
Nach Auffassung der Bundesbank gilt ein Ratingsystem als gut kalibriert, wenn die geschätzten Ausfallwahrscheinlichkeiten gar nicht oder nur wenig von den tatsächlich eingetretenen Ausfallquoten abweichen. Bei der Kalibrierung geht es sowohl um die „richtige“ Höhe des von Kreditinstituten vorzuhaltenden Eigenkapitals als auch um die relative Gewichtung der einzelnen Risiken, im Kreditrisikobereich auch um die Steigung der Kurve der Risikogewichte. Eine zentrale Rolle bei der Kalibrierung der Risikogewichte im IRB-Ansatz kommt dabei der Ermittlung eines repräsentativen „Durchschnittsportfolios“ zu. Dieses Durchschnittsportfolio soll einerseits die Gewichtung der verschiedenen Risikoaktivaklassen im IRB-Ansatz, andererseits innerhalb einer Forderungsklasse die Verteilung der Risikoaktiva auf die verschiedenen Ratingklassen widerspiegeln.

## Kalibrierung im weiteren Sinne
Zur Kalibrierung eines Ratingsystems im weiteren Sinne gehört auch die Zuweisung zusätzlicher Risikoparameter, insbesondere der Verlustquote (Abkürzung LGD von englisch loss given default) und der Ausfallkredithöhe (Abkürzung EaD von englisch exposure at default) im Rahmen der Kalibrierung von Risikogewichten. Diese stellen – wie auch die Ausfallwahrscheinlichkeiten – hypothetische Größen dar, weil sie zum Zeitpunkt der Bonitätseinstufung des Kreditnehmers nur geschätzt werden können. Insbesondere sind sie von der Werthaltigkeit etwaiger Kreditsicherheiten bzw. dem bis zum Ausfall in Anspruch genommenen Kredit abhängig. Im Gegensatz zur Ausfallwahrscheinlichkeit müssen diese Parameter jedoch nur im fortgeschrittenen IRB-Ansatz von einem Kreditinstitut selbst geschätzt werden, während sie im einfachen IRB-Ansatz bankaufsichtlich vorgegeben werden.
Die Eigenmittelunterlegung für das Kreditrisiko ist auf durchschnittlich 6,4 % zu kalibrieren (8 % minus 1,6 % für das operationelle Risiko).

## Kalibrierung und Marktpreise
Credit Default Swaps versichern gegen Verluste aus einem eingetretenen Kreditausfall, da der Sicherungsgeber (englisch protection seller) im Falle eines Kreditereignisses an den Sicherungsnehmer (englisch protection buyer) den gesicherten Kreditbetrag zahlen muss. Hierfür muss der Sicherungsnehmer dem Sicherungsgeber eine Prämie (Kreditaufschlag, englischer Sammelbegriff spread) entrichten. Dieser Kreditaufschlag ist ein Marktpreis, der von der erwarteten Ausfallwahrscheinlichkeit des jeweiligen Kreditrisikos (etwa eines Staates) abhängt. Ein Kreditaufschlag von 200 Basispunkten weist die Marktteilnehmer darauf hin, dass der Markt eine jährliche Ausfallwahrscheinlichkeit von etwa 3 % einpreist. Dabei müssen Annahmen über die Erlösquote gemacht werden – das ist jener Betrag, den ein Gläubiger im Fall einer Umschuldung oder eines Schuldenerlasses als prozentuale Rückzahlung seines ursprünglichen Kreditbetrages erwarten kann. Im Beispiel kann die Erlösquote 40 % betragen, was in vielen CDS-Verträgen eine gängige Marktkonvention darstellt.